# Gregorio Ricci-Curbastro
Gregorio Ricci-Curbastro (italiană: [ɡreˈɡɔːrjo ˈrittʃi kurˈbastro]; n. 12 ianuarie 1853 — d. 6 august 1925) a fost un matematician italian, originar orașul Lugo di Romagna. Deși a publicat lucrări importante în diferite domenii ale matematicii, Ricci-Curbastro este cel mai cunoscut a fi inventatorul calcului tensorial, precum și dezvoltării acestui domeniu al matematicii.
Împreună cu fostul său student, un alt matematician devenit celebru, Tullio Levi-Civita, Ricci-Curbastro a scris cea mai faimoasă și importantă contribuție a sa, lucrarea în care expune fundația creearii calculului tensorial, o lucrare de pionierat absolut în calculul tensorial, semnând pentru prima și ultima dată ca Gregorio Ricci. Această „anomalie”, întrucât matematicianul a semnat mereu cu numele său de familie complet, continuă să creeze confuzii.
Ricci-Curbastro a publicat de asemenea lucrări importante în alte domenii ale matematicii, incluzând o lucrare de dimensiuni mari, despre algebra superioară și analiza infinitezimală, și mai multe lucrări de mai mici dimensiuni despre teoria numerele reale, continuând cercetările fundamentale ale matematicianului german Richard Dedekind.

## Biografie

### Tinerețe
Viitorul matematician a urmat doar cursuri private, terminând liceul la 16 ani, în 1869, după care s-a înrolat la cursurile de filozofie-matematică ale Universității Sapienza din Roma. În anul următor, statul papal s-a prăbușit, iar Gregorio a fost chemat de tatălm său în orașul natal, Lugo. Apoi a urmat cursurile sale în Bologna, dar după doar un an s-a înrolat la Scuola Normale Superiore din Pisa.
În 1875, Ricci-Curbastro a terminat facultatea din Pisa, majorând în fizică și matematică, având ca lucrare de diplomă o teză de dizertație în ecuații diferențiale intitulată „Despre cercetările lui Fuches privind ecuații diferențiale liniare”. De-a lungul timpului, în numeroasele sale călătorii, a studiat cu diverși matematicieni de calibru precum Enrico Betti, Eugenio Beltrami, Ulisse Dini și Felix Klein.

### Studii despre calculul diferențial absolut
În 1877, după multe călătorii, Ricci-Curbastro a obținut o bursă de studii la Technische
Hochschule din München, din landul Bavaria, iar ulterior a lucrat ca asistent al lui Ulisse Dini, profesorul său.
În 1880, a devenit lector la catedra de matematici a Universității din Padua, unde a predat geometria riemanniană și formele diferențiale pătratice.
În această perioadă a format un grup de cercetare în care l-a inclus pe Tullio Levi-Civita, care a devenit unul din cei mai buni elevi ai săi, cu care a scris tratatul fundamental despre calculul diferențial absolut (cunoscut de asemenea sub denumirea comună de „calcul diferențial Ricci”) în coordonate de calcul tensorial aplicat suprafețelor Riemann (după matematicianul german Bernhard Riemann), care au devenit ulterior lingua franca a teoriei celebre a relativității generalizate.
De fapt, calculul diferențial absolut a avut un rol crucial în crearea și dezvoltarea teoriei relativității generalizate, așa după cum Albert Einstein recunoaștea deschis într-o scrisoare adresată de acesta nepotului (de unchi) al lui Ricci-Curbastro. În acea celebră lucrare a sa, Ricci-Curbastro identifica un așa numit ulterior tensor Ricci, care urma să aibă o importanță vitală în construirea și dezvoltarea celebrei teorii a relativității generalizate.